# Xestia chosenbaja
Xestia chosenbaja là một loài bướm đêm trong họ Noctuidae.